# Grażyna Wolszczak
Grażyna Wolszczak (Gdańsk, 7 december 1958) is een Poolse theater- en filmactrice. Tevens schreef ze in 2008 het boek Jak być zawsze młodą, piękną i bogatą. (vertaling: Hoe voor altijd jong, mooi en rijk te blijven.)

## Filmografie
- Gemeinsame Normdatei: 1061329178
- International Standard Name Identifier: 0000 0001 1500 095X
- Library of Congress Control Number: nr2006009571
- Nationale Bibliotheek van Tsjechië: osa20221140459
- Virtual International Authority File: 164876554
- WorldCat: E39PBJmpgJmGpM7Y64BTv4PWjC